# Krzysztof Lipka (piłkarz ręczny)
Krzysztof Lipka (ur. 6 maja 1978 w Warszawie) – polski piłkarz ręczny, bramkarz, trener, od 2019 szkoleniowiec KPR-u Legionowo.
Wychowanek Warszawianki. W trakcie studiów był zawodnikiem AZS-AWF Warszawa, w barwach którego występował w sezonie 2002/2003 w Ekstraklasie. W latach 2004–2007 grał w Stali Mielec, z którą w sezonie 2005/2006 wywalczył awans do Ekstraklasy. W latach 2007–2009 występował w niemieckim HSV Völklingen. W 2009 powrócił do Polski, zostając na krótko zawodnikiem Azotów-Puławy, w których w drugiej części sezonu 2008/2009 rozegrał 16 meczów.
W latach 2009–2018 był zawodnikiem Stali Mielec. Jednocześnie od października 2016 do grudnia 2018 pełnił funkcję grającego trenera mieleckiego zespołu. W sezonie 2009/2010 po raz drugi wygrał ze Stalą I ligę. W sezonie 2011/2012 zdobył z mielecką drużyną brązowy medal mistrzostw Polski, a w sezonie 2015/2016 dotarł do Final Four Pucharu Polski. Będąc graczem Stali, występował w Challenge Cup (2011/2012) i Pucharze EHF (2012/2013). W sezonie 2016/2017, w którym rozegrał 31 meczów i zdobył jedną bramkę, otrzymał nominację do tytułu najlepszego bramkarza Superligi. W sezonie 2017/2018, w którym rozegrał 28 spotkań i rzucił dwa gole, bronił ze skutecznością 30,9%. Do końca 2018, kiedy odszedł z klubu, tworzył w Stali duet bramkarski z Tomaszem Wiśniewskim.
W sezonie 2019/2020 zawodnik i trenerKPR-u Legionowo. Od sezonu 2020/2021 zawodnik AZS UW Warszawa. 
Od 2021 r. pełni funkcję trenera współpracującego w kadrach młodzieżowych reprezentacji Polski w piłce ręcznej.
Absolwent Technikum Energetycznego w Warszawie. Ukończył studia licencjackie z zakresu handlu zagranicznego w Wyższej Szkole Ekonomiczno-Informatycznej w Warszawie i studia magisterskie na Akademii Wychowania Fizycznego w Warszawie. Podjął pracę jako nauczyciel wychowania fizycznego. Do roku szkolnego 2018/2019 nauczyciel wychowania fizycznego w ZST w Mielcu. Od roku szkolnego 2019/2020 trener piłki ręcznej w LIX LOMS im. J. Kusocińskiego w Warszawie.